# Boesenbergia tenuispicata
Boesenbergia tenuispicata är en enhjärtbladig växtart som beskrevs av Kai Larsen. Boesenbergia tenuispicata ingår i släktet Boesenbergia och familjen Zingiberaceae.
Artens utbredningsområde är Thailand. Inga underarter finns listade i Catalogue of Life.